# خفاف بن نضلة
خفاف بن نضلة الثقفي صحابي من صحابة رسول الإسلام محمد، له وفادة.

## نسبه
خفاف بن نضلة بن عمرو بن بهدلة الثقفي.

## إسلامه
روت جمعة بنت ذابل بن الطفيل، عن أبيها ذابل بن طفيل بن عمرو الدوسي، أن الرسول محمد قعد في مسجده منصرفه من الأباطل، فقدم عليه خفاف بن نضلة بن عمرو الثقفي فأنشد للرسول:
كم قد تحطمت القلوص بي الدجى ... في مهمه قفر من الفلوات.
فل من النوريس ليس بقاعة ... نبت من الأسنات والأزمات.
إني أتاني في المنام مخبر ... من جن وجرة في الأمور موات.
يدعو إليك لياليا ولياليا ... ثم احزأل وقال: لست بآتي.
فركبت ناجية أضر بنفسها ... جمز تخب به على الأكمات.
حتى وردت إلى المدينة جاهدا ... كيما أراك فتفرج الكربات.
قال: فاستحسنها النبي وقال: إن من البيان كالسحر، وإن من الشعر كالحكم.

### معاني شعره
ثم احزأل : تراجع وتثاقل.
الناجية: السريعة.
الجمز: العدو.